# 托丽·鲍伊

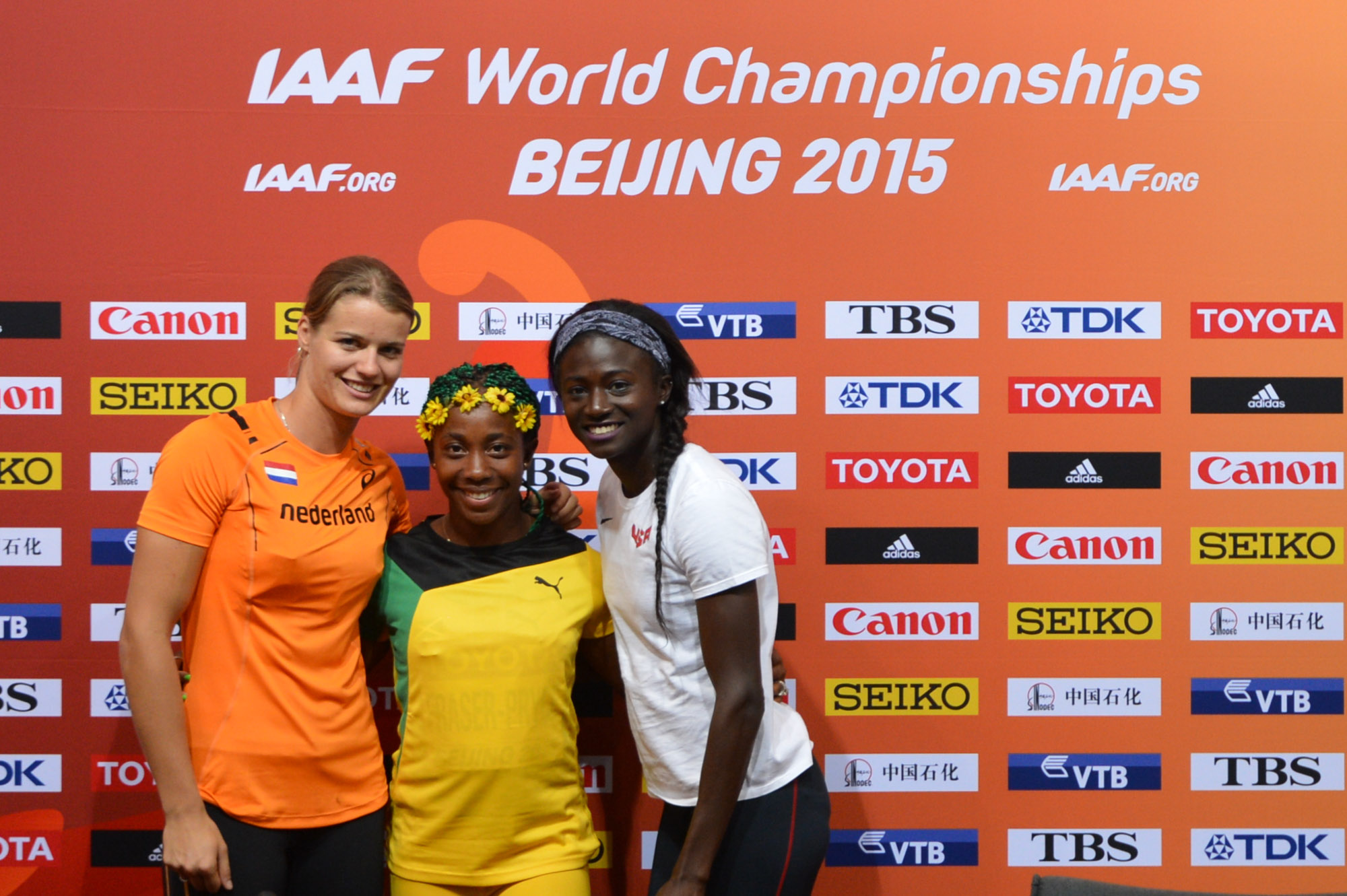
2015年世界田徑錦標賽100公尺決賽後，Dafne Schippers、Shelly-Ann Fraser-Pryce、Tori Bowie

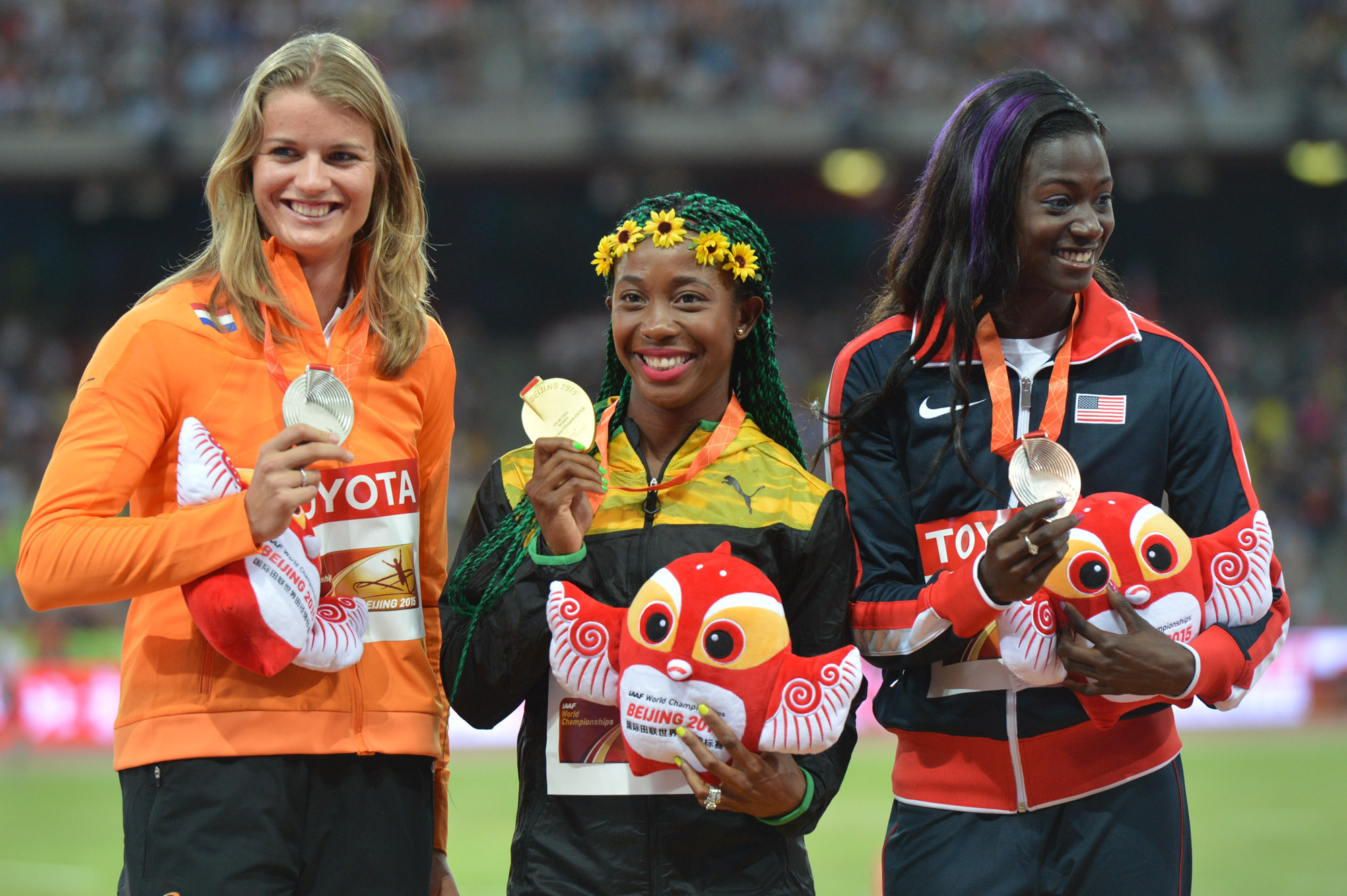
2015年世界田徑錦標賽100公尺頒獎，Shelly-Ann Fraser-Pryce（第一名）、Dafne Schippers（第二名）、Tori Bowie（第三名）

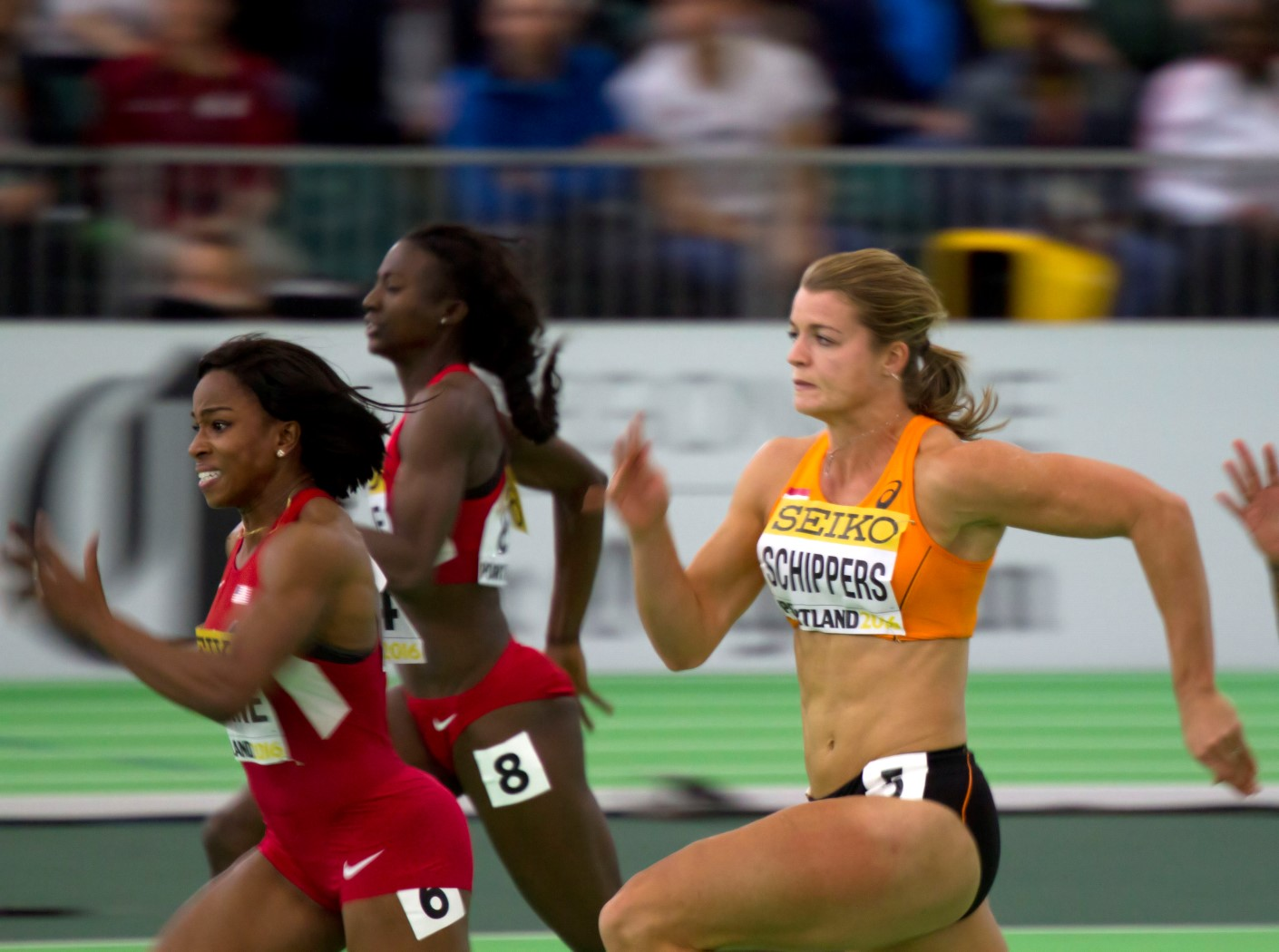
2016年世界室內田徑錦標賽60公尺決賽

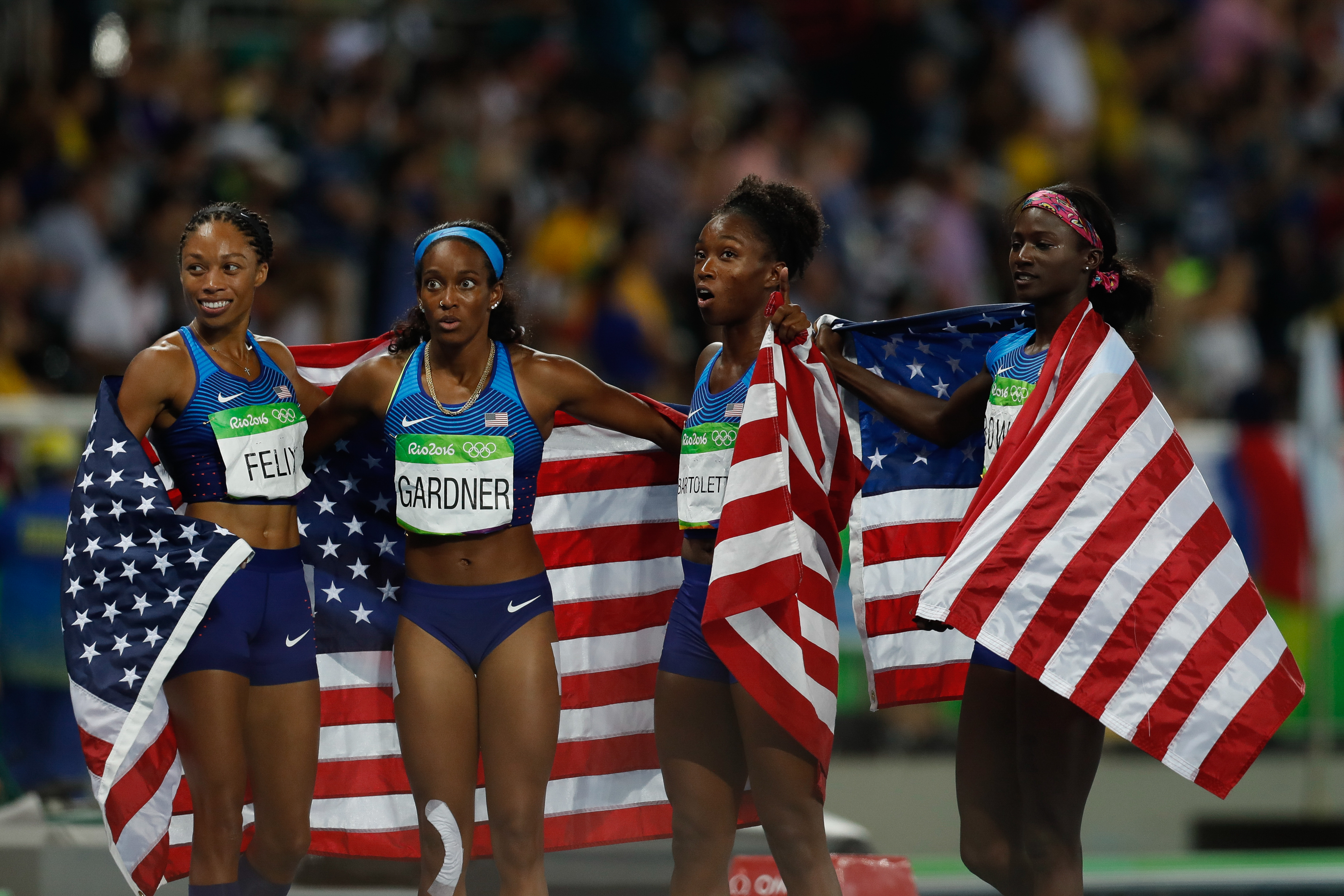
2016年夏季奧林匹克運動會田徑4×100公尺接力決賽後

托丽·鲍伊（英語：Tori Bowie，1990年8月27日—2023年5月2日）是一名非洲裔美国女子田径运动员，主攻跳远、100米和200米。赢得2015年世界田径锦标赛女子100米铜牌。2016年8月13日，她以10.83秒赢得里约奥运会女子100米银牌，以及获得里约奥运会200米铜牌，以及4×100米接力金牌。
2023年5月3日，她被发现在佛罗里达州的居所去世，年仅32岁。死時，懷有8月身孕且正在分娩，死因妊娠併發症。

## 赛事成绩
| 年   | 賽事                     | 舉辦城市   | 名次     | 項目      | 記錄  |
| ---- | ------------------------ | ---------- | -------- | --------- | ----- |
| 2014 | 2014年世界室内田径锦标赛 | 波兰索波特 | 13th (s) | 女子跳远  | 6.12  |
| 2015 | 2015年世界田径锦标赛     | 北京       | 第三     | 女子100米 | 10.86 |

## 外部連結
- 托丽·鲍伊在国际奥林匹克委员会的资料
- 托丽·鲍伊在的頁面
- 托丽·鲍伊的Instagram帳戶